# Bill Bailey
Mark "Bill" Bailey, född 13 januari 1965 i Bath, Somerset, är en brittisk ståuppkomiker, skådespelare och musiker. Han medverkade i tv-serien "Black Books" (Böcker) med Dylan Moran och Tamsin Greig. Han kallar sig själv för en "förvirrad hippie". SVT visade hans föreställning Part Troll i februari 2007. Den spelades in på Hammersmith Apollo 2004 under hans turné och sågs totalt av mer än 80 000 besökare. Det som skiljer honom från många andra ståuppkomiker är att han blandar musik och humor. Under showen spelar han på ett antal olika instrument samtidigt som han väver in komiska poänger. Några av instrumenten är piano, gitarr, keyboard och theremin.

## DVD-utgivningar
- Bill Bailey Live (Cosmic Jam) - Bloomsbury Theatre, London, 1997
- Bewilderness - Live, Swansea Grand Theatre, 2001
- Part Troll - Live, Hammersmith Apollo, London, 2004
- Tinselworm - Live, Wembley Arena, London 2008
- Remarkable Guide to the Orchestra - Live, Royal Albert Hall, London, 2009
- Dandelion Mind - Live, The O2, Dublin, 2010